# (300163) 2006 VW139
(300163) 2006 VW139 とは、小惑星帯に存在する彗星・小惑星遷移天体の1つである。当初は小惑星として発見・登録され、後に彗星の活動が確認された。
彗星活動を見せる小惑星帯の天体としては、初めて発見された二重小惑星でもある。
2024年現在、命名はされていない。

## 概要
2006 VW139 は、2006年11月15日にスペースウォッチによって発見された。はじめは小惑星と考えられ、小惑星としての仮符号が与えられた。そして2011年10月12日には軌道が確定し、小惑星番号300163番が与えられた。しかし数ヵ月後の2012年2月9日に、パンスターズの観測によって 2006 VW139 にわずかながら尾が観測され、彗星として活動している事が判明した。小惑星として登録された時点で軌道が周回しており、周期彗星である事は確定していたが、回帰が観測されておらず、P/2006 VW139 と呼ばれた。その後回帰が観測され、288番目に回帰が確認された周期彗星となった。したがって 2006 VW139 は小惑星と彗星両方で登録され、彗星・小惑星遷移天体となった。小惑星帯の小惑星が彗星としても登録されたのは、小惑星番号順では (7968/133P) エルスト・ピサロ彗星、(118401/176P) LINEAR彗星に次いで3番目であり、周期彗星の番号順ではエルスト・ピサロ彗星、LINEAR彗星、(323137/282P) 2003 BM80 に次いで4番目である。
2016年の回帰の際にハッブル宇宙望遠鏡により観測され、ほぼ同じ大きさの衛星を持つ二重天体であること、彗星活動が継続していることが確認された。これは、YORP効果により自転速度が増大した結果分裂したためと考えられている。

## 軌道の性質
2006 VW139 は小惑星帯のテミス族に属する小惑星の1つである。これはエルスト・ピサロ彗星と類似しており、起源が同じである可能性がある。軌道長半径2.43AUの軌道を5.32年で公転している。したがって 2006 VW139 は短周期彗星である。軌道離心率は0.201であり比較的円に近い軌道を持ち、軌道傾斜角も3.24度というごく普通の小惑星である。計算上、2006 VW139 は1億年以上安定してこの軌道を維持すると推定されている。1934年から2157年の間に木星に2AU以内まで接近する。

## 物理的性質
2006 VW139 から放出されている物質の放出量は、いずれも1秒間あたりでシアンが1.3×1024mol (56g) 、水が1026mol (3000g) と推定されている。30日間の観測では尾の明るさはほとんど変わっておらず、したがって 2006 VW139 は真のメインベルト彗星としてずっと活動しているのではなく、何かの原因で一時的に彗星として振舞っている可能性がある。
連星系としての質量は、1.3×1012 kg 、 1.1×1013 kgと推定されている。

## その他
なお、番号続きの289Pとして登録されたブランペイン彗星も、一時的に小惑星として観測された事がある。しかしブランペイン彗星は1819年に彗星として観測された後行方不明となり、2003年に小惑星として発見されたため、2006 VW139 とは異なり小惑星番号はない。